# Lista över namn för guden Tor
Lista över namn för asaguden Tor.

## Bakgrund
I den fornnordiska religionen är Tor en av de främsta gudarna. Guden uppträder i många olika källor under olika namn och benämningar. Olika skäl till denna rikedom av benämningar kan föreligga. Bland annat var det förbundet med stora risker att uttala en mäktig krafts verkliga namn. Detta gällde såväl naturkrafter som gudamakter. Denna tabuföreställning brukar kallas att skapa ett noaord för den kraft man vill kunna tala om. Istället för det verkliga namnet används ett smeknamn eller en omskrivning. Om det verkliga namnet uttalades kunde detta leda till att den som uttalade namnet kallade till sig guden. I fallet med Tor är det lätt att förstå om människor kände fruktan inför möjligheten att ett våldsamt åskväder plötsligt skulle dyka upp, om åskgudens namn uttalades. Det blev då aktuellt använda Noaord istället för gudsnamnet Tor.
Ett annat skäl till den stora rikedomen av benämningar kan vara poetiskt. Inom den fornnordiska poesin och sagalitteraturen finns ett väl utvecklat system för att namnge och benämna allt från vanliga redskap, djur, människor och även gudar, med omskrivningar och "kenningar".
Ett tredje skäl skulle helt enkelt kunna vara att guden ifråga hade olika namn på olika platser. Den västnordiska traditionen behöver inte helt överensstämma med den östnordiska. De nordiska traditionerna behöver inte heller till fullo överensstämma med de tysk-europeiska eller anglosaxiska benämningarna för åskguden, även om de olika geografiska områdena delade likartat mytmaterial.
Förutom de ovan uppräknade benämningarna så finns en uttömmande listning av poetiska omskrivningar för Tor i Skaldespråket i Anders Jacob D. Cnattingius översättning.

## Namnlista
| Namn               | Svenskt namn         | Betydelse | Beläggsställe |
| ------------------ | -------------------- | --- | --- |
| Ásabragr           | Åsabrag              | Åsa-herre, "Den främste bland åsarna". | Sången om Skirner (33), Namntulorna                                                                                     |
| Ása-Þórr           | Åsator               | Åsa-Tor, "Åsen Tor" | Gyflaginning (9, 21, 45, 46, 54), Sången om Harbard (52)                                                                |
| Atli               |                      | "Den förskräcklige" | Namntulorna, Þrymlur I (7), Sturlaugsrímur VI (11), Skikkjurímur III (1)                                                |
| Bjǫrn              | Björn, Biörn         | Björn | Namntulorna, Lokrur I (5), III (6)                                                                                      |
| Einheri            |                      | "Den som kämpar ensam". Benämningen är ett singular av "Einherjar".                                                                                        | Loketrätan (60) |
| Einriði, Eindriði  | Enride, Endride      | Möjligen "Den som rider ensam" eller kanske ursprungligen "Den som härskar ensam".                                                                         | Höstlång (19), Vellekla (15), Namntulorna, Lokrur II (6, 34, 40), III (40)                                              |
| Ennilangr          | Ennilang             | "Den med bred panna" | Namntulorna |
|                    | Fader Toren          | Ett noanamn för Tor. | Språkliga intyg om hednisk gudatro i Sverige                                                                            |
| Fjörgynjar burr    | Fjorgyns son         | "Gudinnan Jords son” eller ”jordens son". | Valans spådom (56) |
|                    | Gobonden eller Gobon | Ett noanamn för Tor. | Språkliga intyg om hednisk gudatro i Sverige                                                                            |
|                    | Gobondatoren         | Ett noanamn för Tor. | Språkliga intyg om hednisk gudatro i Sverige                                                                            |
|                    | Gofar (även Guffar)  | Gode far, Ett noanamn för Tor. Efterleden -far är i detta fall inte härledd från ordet fader, som i "gudfader", utan från verbet fara, som i "att färdas". | Språkliga intyg om hednisk gudatro i Sverige, SAOB, Wärend och wirdarne, Sjögång och blåst i övre dalarnas allmogespråk |
|                    | Gogubben             | Ett noanamn för Tor. | Språkliga intyg om hednisk gudatro i Sverige, SAOB, Wärend och wirdarne                                                 |
| Hafra dróttin      |                      | Bockarnas herre | |
| Harðhugaðr         | Hårdhugad            | Möjligen "Den starkhågade", "Den med stor viljestyrka". | Kvädet om Trym (31) |
| Harðvéurr          | Hardveur             | "Den starke bågskytten" | Namntulorna |
|                    | Helge Tor            | | Språkliga intyg om hednisk gudatro i Sverige                                                                            |
|                    | Sonen till Hlodyn    | Möjligen "Sonen till Jord". | Valans spådom (56) |
| Hlóriði, Hlórriði  | Hloridi, Hlorridi    | Möjligen "Den högljude (bullrande) ryttaren", "Den högljude väderguden". Namnet förefaller vara ett gammalt kultnamn för Tor.                              | Kvädet om Hymer (4, 16, 27, 29, 37), Loketrätan (54), Kvädet om Trym (7, 8, 14, 31), Lokrur II (43)                     |
|                    | Kornbonden           | Ett noanamn för Tor. | Språkliga intyg om hednisk gudatro i Sverige, Wärend och wirdarne                                                       |
|                    | Kornmoden            | Ett noanamn för Tor. | Wärend och wirdarne |
| Ǫku-Þor (Öku-Thor) | Åkator               | "Åka-Tor" eller "Köra-Tor", med betydelsen “Köra vagn”. Ordet kan vara ett lån från den finska guden Ukko "Ukko-Tor".                                      | Gylfaginning (21, 44, 46)                                                                                               |
| Reiðar Týr         |                      | "Vagnsguden" | Skaldespråket (1), Anders Jacob D. Cnattingius översättning                                                             |
| Rymr               | Rym                  | "ljud" eller ”oljud", kanske "den bullrande". | Namntulorna, Þrymlur II (6), III (26), Lokrur I (27)                                                                    |
|                    | Skaurmann            | Skurmannen? Möjligen Regnskursmannen. | Språkliga intyg om hednisk gudatro i Sverige                                                                            |
|                    | Skairkalln           | Skurkarlen? Möjligen Regnskurskarlen. | Språkliga intyg om hednisk gudatro i Sverige                                                                            |
| Socke-Thore        | Socke-Tor            | | Vallåt från norra Bohuslän, Språkliga intyg om hednisk gudatro i Sverige                                                |
| Sönnungr           |                      | Möjligen ”Den sanne” | Namntulorna, Lokrur IV (8)                                                                                              |
|                    | Tore-gud             | | Språkliga intyg om hednisk gudatro i Sverige                                                                            |
| Torckar            | Torkarl              | | Hammarhämtningen |
|                    | Toren                | Möjligen "Dunret" eller "Dundraren" | Laurentius Petris postilla: "Likasom thoren hade slaget them ned", Språkliga intyg om hednisk gudatro i Sverige         |
| Véþormr            |                      | Möjligen "Den heliga platsens väktare". Möjligen avses inte Tor med denna benämning. 4                                                                     | Arenbjörnskvädet (19)                                                                                                   |
| Véuðr, Véoðr       | Veud, Veod           | Möjligen varianter av Véurr. | Namntulorna |
| Véurr              | Veur                 | Möjligen: "Den heliga platsens väktare". | Kvädet om Hymer (11, 17, 21), Valans spådom (56)                                                                        |
| Vingþórr           | Vingtor              | Möjligen: “Strids-Tor”. Tolkningen är omstrid. | Kvädet om Trym (1) , Sången om Allvis (6), Namntulorna                                                                  |
| Vingnir            | Vingner              | Möjligen "den vapenskakande guden" | Den yngre eddan, Prologen (3)                                                                                           |
|                    | Åkergubben           | Ett noanamn för Tor. | Språkliga intyg om hednisk gudatro i Sverige                                                                            |